# Pádraig Harrington
Pádraig Harrington (ur. 31 sierpnia 1971 w Dublinie) – golfista irlandzki, klasyfikowany w czołowej dziesiątce rankingu światowego golfistów zawodowych, zwycięzca wielkoszlemowego turnieju The Open Championship.
Harrington odnosił sukcesy jako amator, występując m.in. w zwycięskiej ekipie Wielkiej Brytanii i Irlandii w spotkaniu o Puchar Walkera przeciwko Amerykanom w 1995. Pod koniec tegoż roku rozpoczął oficjalne występy jako golfista zawodowy. Rywalizował w ramach PGA European Tour, już w 1996 notując pierwsze zwycięstwo turniejowe – Spanish Open. Na kolejny turniejowy triumf przyszło mu czekać kilka lat, chociaż pozostawał w ścisłej czołówce rywalizacji. Przylgnęło do niego określenie „wiecznego drugiego”, zwłaszcza po sezonie 1999, kiedy czterokrotnie plasował się na 2. miejscu w pięciu ostatnich imprezach sezonu.
W 2000 Harrington przełamał niemoc turniejową i sięgnął po drugie zwycięstwo w PGA European Tour. W każdym kolejnym sezonie wygrywał przynajmniej jeden turniej i regularnie plasował się w czołowej dziesiątce klasyfikacji najlepiej zarabiających golfistów sezonu w PGA European Tour (Order of Merit), m.in. w 2001 i 2002 na 2. miejscu, a w 2006 na pozycji lidera. W rywalizacji w PGA Tour, toczącej się głównie na kontynencie amerykańskim, pierwsze zwycięstwa Harrington odniósł w 2005.
Pierwszy znaczący wynik w imprezie zaliczanej do golfowego Wielkiego Szlema Irlandczyk zanotował w 1997, kiedy uplasował się na dzielonym 5. miejscu w The Open Championship (znanym także jako British Open Championship). W US Open w 2006 był na samodzielnym 5. miejscu, w Masters w 2002 na dzielonym 5. Największy sukces w karierze odniósł w lipcu 2007, zwyciężając w The Open Championship po dogrywce z Hiszpanem Sergio Garcią. Harrington dołączył do grona wielkoszlemowych triumfatorów jako 194. golfista w historii. Był także pierwszym Irlandczykiem triumfującym w British Open od 60 lat oraz pierwszym golfistą z Europy, który sięgnął po wielkoszlemowe zwycięstwo od 1999 (w 1999, również w The Open Championship, triumfował Szkot Paul Lawrie). Do 2007 najsłabsze wyniki spośród turniejów Wielkiego Szlema Harrington notował w PGA Championship (w 2002 był na dzielonym 17. miejscu).
W rankingu światowym golfistów zawodowych Irlandczyk przez dłuższy czas plasował się w czołowej dziesiątce, a jego najwyższym rankingowym miejscem była 6. lokata, którą zajmował po raz ostatni w kwietniu 2005. Harrington ma na koncie także występy reprezentacyjne – czterokrotnie bronił barw Europy w Pucharze Rydera (1999, 2002, 2004, 2006, trzy ostatnie edycje zwycięskie dla Europy), występował też w Pucharze Alfreda Dunhilla (1996, 1997, 1998, 1999, 2000) oraz Pucharze Świata (zwycięstwo dla Irlandii w 1997 razem z Paulem McGinleyem). Reprezentował ponadto Wielką Brytanię i Irlandię w Pucharze Seve, zainicjowanej przez Hiszpana Seve Ballesterosa rywalizacji między ekipą Wysp Brytyjskich i ekipą Europy kontynentalnej.

## Zwycięstwa w PGA European Tour
- 1996 Peugeot Spanish Open
- 2000 Brazil São Paulo 500 Years Open, BBVA Open Turespaña Masters Comunidad de Madrid
- 2001 Volvo Masters Andalucia
- 2002 Dunhill Links Championship
- 2003 Deutsche Bank – SAP Open TPC of Europe, BMW Asian Open
- 2004 Linde German Masters, Omega Hong Kong Open
- 2006 Alfred Dunhill Links Championship
- 2007 Irish Open, The Open Championship (zaliczane także do PGA Tour)

## Zwycięstwa w PGA Tour
- 2005 Honda Classic, Barclays Classic
- 2007 The Open Championship (zaliczane także do PGA European Tour)